# NGC 1156
NGC 1156 este o galaxie neregulată situată în constelația Berbecul. A fost descoperită în 13 noiembrie 1786 de către William Herschel. Se află la o distanță de 7,6 megaparseci de Pământ.